# Madame Koi Koi
Madame Koi Koi est une légende urbaine.

## Principe
Une enseignante dans une école secondaire connue pour sa beauté portait des talons rouges. Chaque fois qu’elle marchait dans les couloirs, ses chaussures faisaient « Koi Koi ». La légende raconte qu’elle a été licenciée lorsqu’elle a giflé une étudiante et s’est blessée à l’oreille. Sur le chemin du retour, Madame Koi Koi est victime d'un accident. Avant de mourir, elle a juré qu’elle se vengerait de l’école et de ses élèves. Peu de temps après, les élèves de l’école secondaire ont déclaré que la nuit, ils entendaient un son de « Koi Koi » dans les couloirs de leurs dortoirs après l’extinction des feux, presque comme le cliquetis des talons sur un sol,.

## Dans la culture populaire
Netflix a réalisé une série sur cette légende (en).